# Tempel van Horus

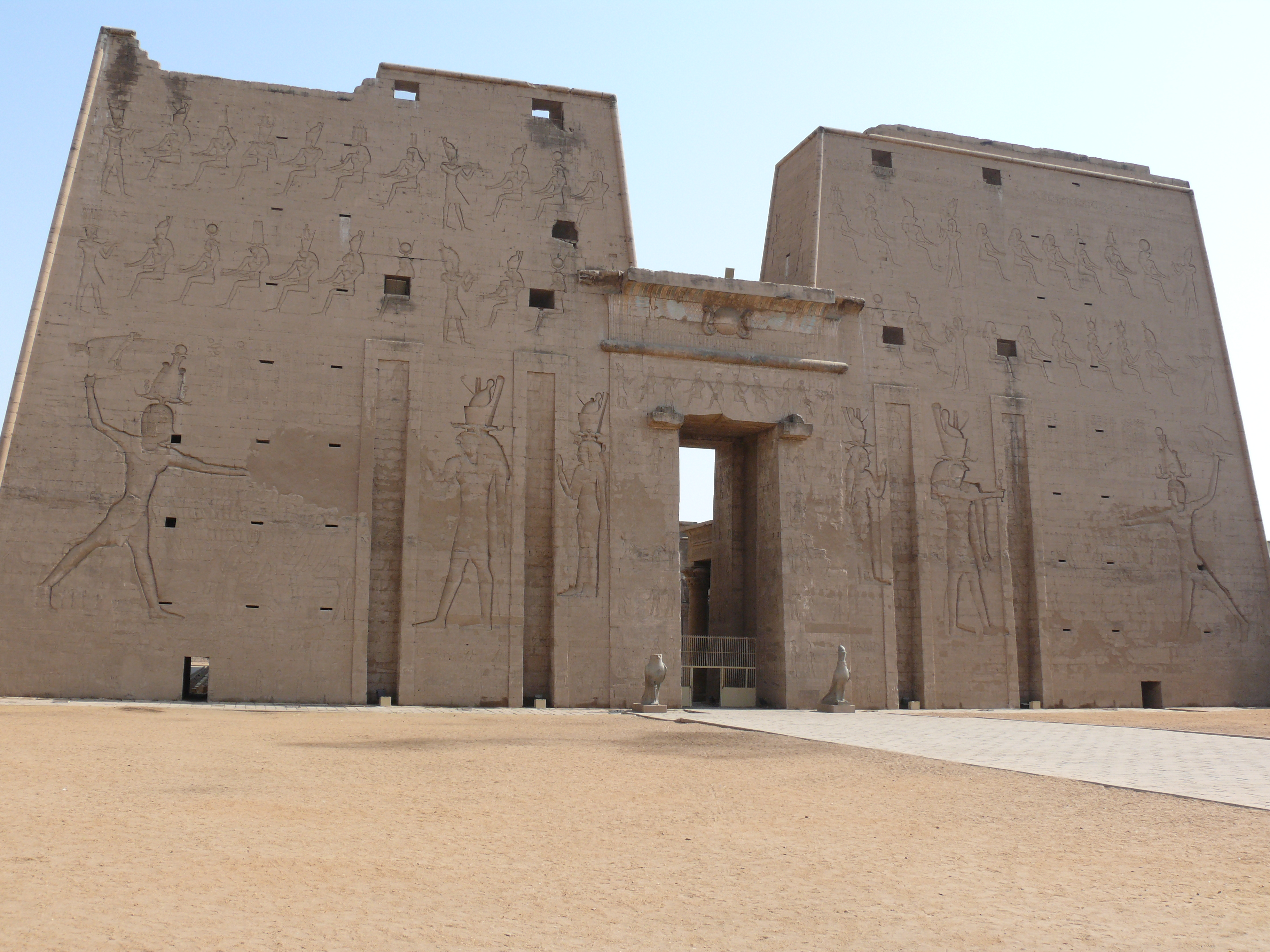
Uitzicht op de eerste pyloon van de tempel

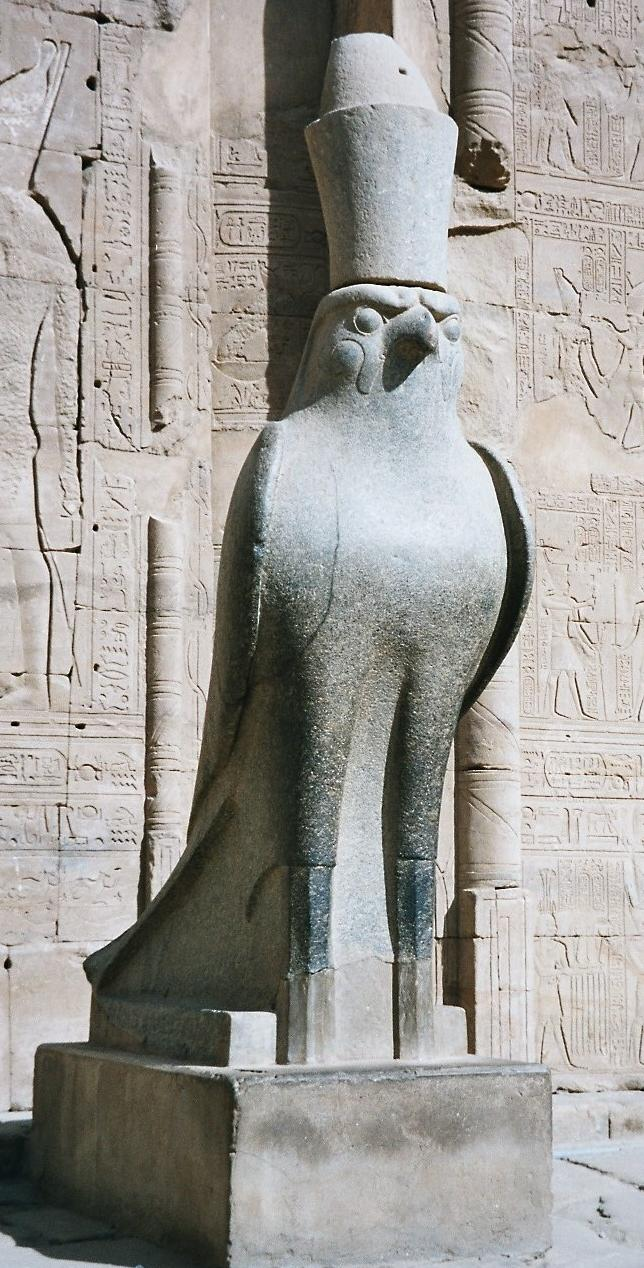
Standbeeld van Horus

De Tempel van Horus in Edfu is een van de best bewaarde tempels in Egypte. Hij werd opgericht door Ptolemaeus III in 237 v.Chr. en werd verder uitgebouwd door diens opvolgers. Uiteindelijk kwam de tempel gereed onder Ptolemaeus XII in 57 v.Chr.. Er waren echter ook al vroegere constructies: een oude tempel van Ramses III en de naos van de tempel werd opgericht tijdens het bewind van Nectanebo II. De tempel werd opgegraven door Auguste Mariette.

## Architectuur
De tempel zelf bestaat uit een pyloon met bas-reliëfen van Horus en andere goden. Aan de voet staan twee beelden van de valkgod Horus. Als men door de pyloon gaat, komt men in het voorhof. In de tempel zijn er twee zuilenzalen en het allerheiligste, waar een granieten altaar staat. Rond het allerheiligste zijn nog verschillende magazijnen. Buiten de tempel staat een geboortekapel of mammisi.